# 2002 في الولايات المتحدة
فيما يلي قوائم الأحداث التي وقعت خلال عام 2002 في الولايات المتحدة.

## أحداث
- 8 فبراير – الألعاب الأولمبية الشتوية 2002

## سياسة

### تعيين في المنصب
- 1 يناير – بوب سميث عضو مجلس ولاية نيوجيرسي.
- 1 يناير – تيم كين نائب حاكم فرجينيا [الإنجليزية]‏.
- 1 يناير – خواكين كاسترو عضو مجلس نواب تكساس.
- 1 يناير – روبرت هيرت عضو مجلس نواب فرجينيا.
- 1 يناير – مايكل بلومبيرغ عمدة مدينة نيويورك.
- 1 يناير – وليام جيه مارتيني القاضي الفيدرالي للولايات المتحدة.
- 8 يناير – جون فارمر حاكم نيو جيرسي [الإنجليزية]‏.
- 17 يناير – كريس كريستي United States Attorney for the District of New Jersey [الإنجليزية]‏.
- 2 ديسمبر – ليندا لينغل حاكم هاواي [الإنجليزية]‏.

### انتهاء فترة المنصب
- 1 يناير – كاثرين هاريس وزير الدولة لولاية فلوريدا [الإنجليزية]‏.
- 1 يناير – مارك سميث عضو مجلس نواب ولاية ايوا.
- 8 يناير – جون فارمر حاكم نيو جيرسي [الإنجليزية]‏.
- 9 يناير – سوني بيردو عضو مجلس ولاية جورجيا.
- 12 يناير – جيم جيلمور حاكم فرجينيا [الإنجليزية]‏.
- 8 يوليو – كارين هيوز مستشار رئيس الولايات المتحدة الأمريكية.
- 2 ديسمبر – بنيامين جيروم حاكم هاواي [الإنجليزية]‏.
- 31 ديسمبر – بول أونيل وزير الخزانة الأمريكي.

## رياضة
- 29 سبتمبر – جائزة الولايات المتحدة الكبرى 2002 الفائز روبنز باركيلو.

## ظهور
- 1 يناير – بروجيكت ريفوليوشن
- 1 يناير – فلايليف
- 1 يناير – مجلة بيست
- 1 أبريل – مونيستير إنيرجي

## أفلام
من الأفلام التي صدرت هذه السنة في الولايات المتحدة:
- 1 يناير – 500 دونم على سطح القمر
- 1 يناير – أرق من إخراج كريستوفر نولان.
- 1 يناير – جزيرة الأحلام المفقودة من إخراج روبرت رودريغيز.
- 1 يناير – اعترافات عقلية خطيرة من إخراج جورج كلوني.
- 1 يناير – الآخرون من إخراج أليخاندرو آمينابار.
- 1 يناير – الأخوات بانغر من إخراج بوب دولمان.
- 1 يناير – الإمبراطورية من إخراج فرنك رييس.
- 1 يناير – التكيف من إخراج سبايك جونز.
- 1 يناير – الجنة من إخراج توم تيكوير.
- 1 يناير – الحياة كمنزل من إخراج إروين وينكلر.
- 1 يناير – الخائنة من إخراج أدريان لين.
- 1 يناير – الرجل الجديد من إخراج إد ديكتير [الإنجليزية]‏.
- 1 يناير – الساعات من إخراج ستيفن دالدري.
- 1 يناير – الطريق إلى الهلاك من إخراج سام ميندز.
- 1 يناير – القتل بالأرقام من إخراج باربيت شرودر.
- 1 يناير – المجنون الأمريكي 2 من إخراج مورغان ج. فريمان.
- 1 يناير – المحاصرون من إخراج Luis Mandoki [الإنجليزية]‏.
- 1 يناير – الملكي من إخراج فرانك دارابونت.
- 1 يناير – المنافس من إخراج رود لوري.
- 1 يناير – إكويليبريوم من إخراج كورت ويمر.
- 1 يناير – بولوك من إخراج إد هاريس.
- 1 يناير – جرائم عليا من إخراج كارل فرانكلين.
- 1 يناير – جيبرز كريبرز من إخراج فيكتور سالفا.
- 1 يناير – حياة أو شيء ما مثلها من إخراج Stephen Herek [الإنجليزية]‏.
- 1 يناير – خلف خطوط العدو من إخراج جون مور (كاتب).
- 1 يناير – دي توكس من إخراج Jim Gillespie (director) [الإنجليزية]‏.
- 1 يناير – ذا توكسيدو من إخراج Kevin Donovan ‏.
- 1 يناير – ذا كوايت أميركان من إخراج فيليب نويس.
- 1 يناير – روجر المراوغ من إخراج ديلان كيد.
- 1 يناير – ريزدنت إيفل من إخراج بول أندرسون.
- 1 يناير – سباق الفئران من إخراج جيري زاكر.
- 1 يناير – سرقة هارفارد من إخراج بروس مكولوتش.
- 1 يناير – سكورشيد من إخراج Gavin Grazer ‏.
- 1 يناير – سماء الفانيلا من إخراج كاميرون كرو.
- 1 يناير – سوبر تروبرس من إخراج جاي شاندراسيخار.
- 1 يناير – سوني من إخراج نيكولاس كيج.
- 1 يناير – سيم ون من إخراج أندرو نيكول.
- 1 يناير – عن شميدت من إخراج ألكسندر باين.
- 1 يناير – عهد النار من إخراج روب بومان.
- 1 يناير – عيد ميلاد فتاة من إخراج Jez Butterworth [الإنجليزية]‏.
- 1 يناير – غرفة الذعر من إخراج ديفيد فينشر.
- 1 يناير – كا-19 صانعة الأرامل من إخراج كاثرين بيغلو.
- 1 يناير – كنا جنودا من إخراج راندل والاس.
- 1 يناير – كونت مونتي كريستو من إخراج كيفن رينولدز.
- 1 يناير – لوريل كانيون من إخراج ليزا تشولودينكو.
- 1 يناير – مجرد قبلة من إخراج فيشر ستيفنز.
- 1 يناير – خاتم الأنبياء من إخراج ريتشارد ريتش.
- 1 يناير – مرثية حلم من إخراج دارين أرنوفسكي.
- 1 يناير – مغامرات بلوتو ناش من إخراج رون أندروود.
- 1 يناير – من الجحيم من إخراج ألبرت هيوز [الإنجليزية]‏، ألين هيوز [الإنجليزية]‏.
- 1 يناير – منتزه جوسفورد من إخراج روبرت ألتمان.
- 1 يناير – هارتس وار من إخراج Gregory Hoblit [الإنجليزية]‏.
- 1 يناير – هانسيل وغريتيل من إخراج Gary J. Tunnicliffe [الإنجليزية]‏.
- 1 يناير – هوت شيك من إخراج توم برادي.
- 18 يناير – الحرية المكبلة من إخراج Kari Skogland [الإنجليزية]‏.
- 23 يناير – مشية للذكرى من إخراج آدم شانكمان.
- 2 فبراير – كاذب كبير جدا من إخراج شون ليفي.
- 4 فبراير – الأضرار الجانبية من إخراج أندرو دايفيز.
- 11 فبراير – طرق متقاطعة من إخراج تامرا ديفيس.
- 15 فبراير – عودة إلى أرض الأحلام من إخراج دونوفان كوك، Robin Budd  [لغات أخرى]‏.
- 22 فبراير – ماي بيغ فات غريك ويدنغ من إخراج جويل زويك [الإنجليزية]‏.
- 4 مارس – آلة الزمن من إخراج سيمون ولز، George Pal [الإنجليزية]‏، غور فيربينسكي.
- 12 مارس – بليد 2 من إخراج جييرمو ديل تورو.
- 26 مارس – الطريق السريع من إخراج جيمس كوكس (مخرج).
- 11 أبريل – لفها مثل بيكام من إخراج غريندر شاذا.
- 15 أبريل – الملك العقرب من إخراج تشاك راسيل.
- 3 مايو – الرجل العنكبوت من إخراج سام رايمي.
- 6 مايو – طريق مولهولاند من إخراج ديفيد لينش.
- 14 مايو – كوز الذهب من إخراج جيمس أيفوري.
- 15 مايو – بولينج لكولومباين من إخراج مايكل مور.
- 16 مايو – حرب النجوم الجزء الثاني: هجوم المستنسخين من إخراج جورج لوكاس.
- 24 مايو – يكفي من إخراج مايكل أبتيد.
- 6 يونيو – هوية بورن من إخراج دوج ليمان.
- 11 يونيو – لارا كروفت: تومب رايدر من إخراج سيمون ويست.
- 17 يونيو – تقرير الأقلية من إخراج ستيفن سبيلبرغ.
- 3 يوليو – رجال ذو بزات سوداء 2 من إخراج باري سونيدفيلد.
- 22 يوليو – أوستن باورز في غولدميمبر من إخراج جاي روتش.
- 26 يوليو – ساعة الذروة 2 من إخراج بريت راتنر.
- 29 يوليو – الإشارات من إخراج إم. نايت شيامالان.
- 1 أغسطس – ويند توكرز من إخراج جون وو.
- 7 أغسطس – باربرشوب من إخراج تيم ستوري [الإنجليزية]‏.
- 29 أغسطس – فريدا من إخراج جوليا تيمور.
- 30 أغسطس – الفتاة الصالحة من إخراج ميغيل أرتيتا.
- 8 سبتمبر – 8 أميال من إخراج كورتيس هانسون.
- 10 سبتمبر – كبينة الهاتف من إخراج جويل شوماخر.
- 12 سبتمبر – أنتون فيشر من إخراج دنزل واشنطن.
- 20 سبتمبر – سويت هوم ألاباما من إخراج أندي تننت.
- 24 سبتمبر – التنين الأحمر من إخراج بريت راتنر.
- 2 أكتوبر – الحلقة من إخراج غور فيربينسكي.
- 21 أكتوبر – جاك آس: الفيلم من إخراج جيف تريمين.
- 22 أكتوبر – السفينة الشبح من إخراج ستيف بيك.
- 1 نوفمبر – هال السطحي من إخراج بوبي فارلي، بيتر فاريلي.
- 3 نوفمبر – هاري بوتر وحجرة الأسرار من إخراج كريس كولومبوس.
- 8 نوفمبر – بعيدا عن الجنة من إخراج تود هينز.
- 22 نوفمبر – مت في يوم آخر من إخراج Lee Tamahori [الإنجليزية]‏.
- 22 نوفمبر – نادي الإمبراطور من إخراج مايكل هوفمان.
- 3 ديسمبر – أنا سام من إخراج جيسي نيلسون (كاتبة).
- 5 ديسمبر – أوشن 11 من إخراج ستيفن سودربرغ.
- 5 ديسمبر – سيد الخواتم: البرجان من إخراج بيتر جاكسون.
- 10 ديسمبر – شيكاغو من إخراج روب مارشال.
- 11 ديسمبر – علي من إخراج مايكل مان.
- 13 ديسمبر – خادمة في مانهاتن من إخراج واين وانغ.
- 13 ديسمبر – عقل جميل من إخراج رون هاوارد.
- 16 ديسمبر – أمسكني لو استطعت من إخراج ستيفن سبيلبرغ.
- 18 ديسمبر – إشعار لمدة أسبوعين من إخراج مارك لورانس (مخرج).
- 18 ديسمبر – سقوط الصقر الأسود من إخراج ريدلي سكوت.
- 19 ديسمبر – الساعة 25 من إخراج سبايك لي.
- 20 ديسمبر – عصابات نيويورك من إخراج مارتن سكورسيزي.

## برامج ومسلسلات وأنمي
- فيوتشوراما
- كينغ أوف ذا هيل
- دار الفار
- بسبسبوبي
- ستارغيت إنفينيتي

## موسيقى

### ألبومات
من الألبومات التي صدرت هذه السنة في الولايات المتحدة:
- 28 مايو – ذا إمينم شو من غناء إمينيم.

## كتب
من الكتب التي صدرت هذه السنة في الولايات المتحدة:
- 1 يناير – أيقونات التطور من تأليف جوناثان ويلز.
- 1 يناير – صديقي الأرنب من تأليف Eric Rohmann [الإنجليزية]‏.
- 1 يناير – صغيرة هي مربحة من تأليف أموري لوفينز.
- 1 يناير – مدينة الوحوش من تأليف إيزابيل الليندي.
- 1 يناير – ناس من طين من تأليف ديفيد برين.
- 26 فبراير – الكوخ من تأليف دانيال ستيل.
- 1 سبتمبر – الاقتصاد عاريا من تأليف Charles Wheelan [الإنجليزية]‏.
- 1 أكتوبر – صورة عتيقة من تأليف إيزابيل الليندي.
- 29 أكتوبر – صلوات مستجابة من تأليف دانيال ستيل.
- 5 نوفمبر – هدية المسافر من تأليف آندي أندروس.

## مواليد

### يناير
- 1 يناير – إيثان ديزون
- 17 يناير – كيم سامويل مغني كوري جنوبي.

### فبراير
- 13 فبراير – صوفيا ليليس ممثلة أمريكية.

### مارس
- 4 مارس – جاكوب هوبكنز ممثل أمريكي.

### أبريل
- 16 أبريل – سادي سينك

### مايو
- 6 مايو – اميلي الين ليند ممثلة أمريكية.

### أغسطس
- 1 أغسطس – أونا لورانس
- 19 أغسطس – برايتون شاربينو ممثلة أمريكية.

### سبتمبر
- 12 سبتمبر – ماجي إليزابيث جونز
- 30 سبتمبر – مادي زيغلر راقصة وممثلة أمريكية.

### أكتوبر
- 12 أكتوبر – ماديسون وولف ممثلة أمريكية.

### نوفمبر
- 13 نوفمبر – نيكي هان
- 16 نوفمبر – كايل كاتليت ممثل أمريكي.

## وفيات

### يناير
- 1 يناير – بيرني وليامز (مواليد 1945) لاعب كرة سلة أمريكي.
- 7 يناير – جيف كرومبتون (مواليد 1955) لاعب كرة سلة أمريكي.
- 10 يناير – جون بوسيما (مواليد 1927) فنان قصص مصورة من الولايات المتحدة الأمريكية.
- 12 يناير – سايرس فانس (مواليد 1917)
- 13 يناير – تيد ديم (مواليد 1963)
- 16 يناير – بوبو أولسون (مواليد 1928) ملاكم من الولايات المتحدة الأمريكية.
- 16 يناير – رون تايلور (مواليد 1952)
- 18 يناير – أليكس هانوم (مواليد 1923)
- 20 يناير – كاري هاميلتون (مواليد 1963)
- 21 يناير – بيغي لي (مواليد 1920)
- 21 يناير – جورج تراب (مواليد 1948) لاعب كرة سلة أمريكي.

### فبراير
- 1 فبراير – دانيال بيرل (مواليد 1963) صحفي أمريكي.
- 3 فبراير – ميل مكجاها (مواليد 1926)
- 10 فبراير – فيرنون والترز (مواليد 1917)
- 13 فبراير – بوب جيربر (مواليد 1916) لاعب كرة سلة أمريكي.
- 14 فبراير – غروفر كرانتز (مواليد 1931)
- 15 فبراير – هوارد سميث (مواليد 1914)
- 16 فبراير – جون غاردنر (مواليد 1912) سياسي أمريكي.
- 19 فبراير – سال بارتولو (مواليد 1917) ملاكم من الولايات المتحدة الأمريكية.
- 22 فبراير – تشاك جونز (مواليد 1912)
- 26 فبراير – لورانس تيرني (مواليد 1919) ممثل أمريكي.
- 28 فبراير – ماري ستيوارت (مواليد 1926) ممثلة أمريكية.

### مارس
- 8 مارس – جورج إف كارير (مواليد 1918)
- 11 مارس – جيمس توبن (مواليد 1918) عالم اقتصاد أمريكي.
- 21 مارس – هيرمان تالمادج (مواليد 1913) سياسي أمريكي.
- 23 مارس – نيل إلغر ميلر (مواليد 1909) عالم نفس أمريكي.
- 26 مارس - إلين أندرسون، إحاثية أمريكية (مواليد 1936).
- 27 مارس – ميلتون بيرل (مواليد 1908)

### أبريل
- 4 أبريل – حيرام هاميلتون وارد (مواليد 1923)
- 5 أبريل – بن وارلي (مواليد 1936) لاعب كرة سلة أمريكي.
- 7 أبريل – جون أجار (مواليد 1921) ممثل أمريكي.
- 9 أبريل – بات فلاهيرتي (مواليد 1926)
- 10 أبريل – إد فليمينغ (مواليد 1933) لاعب كرة سلة من الولايات المتحدة الأمريكية.
- 15 أبريل – بايرون وايت (مواليد 1917) سياسي أمريكي.
- 18 أبريل – وين هايتاور (مواليد 1940) لاعب كرة سلة أمريكي.
- 22 أبريل – ليندا لوفليس (مواليد 1949)
- 23 أبريل – بوب بيكر (مواليد 1926) ملاكم من الولايات المتحدة الأمريكية.
- 25 أبريل – ليزا لوبيز (مواليد 1971)
- 27 أبريل – روث هاندلر (مواليد 1916)
- 28 أبريل – روبرت غاغنيه (مواليد 1916) عالم نفس أمريكي.
- 30 أبريل – هوارد ألفين كروم (مواليد 1922)

### مايو
- 6 مايو – هاري جورج دريكامر (مواليد 1918)
- 8 مايو – بويس مكدانيل (مواليد 1917) فيزيائي أمريكي.
- 20 مايو – ستيفن جاي غولد (مواليد 1941)
- 23 مايو – صامويل سنيد (مواليد 1912) لاعب غولف من الولايات المتحدة الأمريكية.

### يونيو
- 25 يونيو – ديريك ديكي (مواليد 1951) لاعب كرة سلة أمريكي.

### يوليو
- 3 يوليو – كينيث روس ماكنزي (مواليد 1912) فيزيائي أمريكي.
- 5 يوليو – تيد وليامز (مواليد 1918)
- 7 يوليو – بيسون ديلي (مواليد 1969) لاعب كرة سلة أمريكي.
- 9 يوليو – ديف سورنسون (مواليد 1948) لاعب كرة سلة من الولايات المتحدة الأمريكية.
- 9 يوليو – رود ستايغر (مواليد 1925)
- 16 يوليو – جون كوك (مواليد 1925)
- 17 يوليو – جورج ريكي (مواليد 1907) فنان أمريكي.
- 22 يوليو – تشاك تراينور (مواليد 1937)
- 29 يوليو – فيل سميث (مواليد 1952) لاعب كرة سلة أمريكي.

### أغسطس
- 5 أغسطس – جوش إيفانز (مواليد 1982)
- 8 أغسطس – تشارلز بوليتي (مواليد 1903) قاضي أمريكي.
- 11 أغسطس – نانسي تشافي (مواليد 1929) لاعبة كرة مضرب أمريكية.
- 15 أغسطس – جيسي براون (مواليد 1944) سياسي من الولايات المتحدة الأمريكية.
- 16 أغسطس – جيف كوري (مواليد 1914)

### سبتمبر
- 5 سبتمبر – ديفيد تود ويلكنسون (مواليد 1935)
- 5 سبتمبر – كليف جورمان (مواليد 1936) ممثل أمريكي.
- 11 سبتمبر – جون يونيتاس (مواليد 1933) لاعب كرة قدم أمريكي.
- 11 سبتمبر – كيم هنتر (مواليد 1922)
- 14 سبتمبر – جيم بارنز (مواليد 1941) لاعب كرة سلة من الولايات المتحدة الأمريكية.
- 14 سبتمبر – مايكل غرير (مواليد 1938) ممثل من الولايات المتحدة الأمريكية.
- 16 سبتمبر – جيمس غريغوري (مواليد 1911)
- 28 سبتمبر – باتسي مينك (مواليد 1927) سياسية أمريكية.

### أكتوبر
- 5 أكتوبر – جاي سميث (مواليد 1915)
- 5 أكتوبر – رون هورن (مواليد 1938) لاعب كرة سلة من الولايات المتحدة الأمريكية.
- 9 أكتوبر – أيلين ورنوس (مواليد 1956)
- 12 أكتوبر – راي كونيف (مواليد 1916) موسيقي أمريكي.
- 13 أكتوبر – دينيس باتريك (مواليد 1918)
- 13 أكتوبر – ستيفن أمبروز (مواليد 1936) مؤرخ أمريكي.
- 17 أكتوبر – فريد سكولاري (مواليد 1922) لاعب كرة سلة من الولايات المتحدة الأمريكية.
- 22 أكتوبر – ريتشارد هيلمز (مواليد 1913) ضابط من الولايات المتحدة الأمريكية.
- 24 أكتوبر – وينتون بلونت (مواليد 1921)
- 28 أكتوبر – لورنس فولي (مواليد 1942) دبلوماسي أمريكي.
- 28 أكتوبر – مارغريت بوث (مواليد 1898)

### نوفمبر
- 12 نوفمبر – وليام والاس بارون (مواليد 1911) سياسي أمريكي.
- 14 نوفمبر – إدي براكن (مواليد 1915) ممثل أمريكي.
- 18 نوفمبر – جيمس كوبورن (مواليد 1928)
- 22 نوفمبر – بارلي بير (مواليد 1914) ممثل أمريكي.
- 24 نوفمبر – جون رولس (مواليد 1921)
- 25 نوفمبر – وودرو جونز (مواليد 1914) سياسي أمريكي.

### ديسمبر
- 1 ديسمبر – إدوارد إل بيتش، الابن (مواليد 1918)
- 4 ديسمبر – تشارلز بيرس ديفي (مواليد 1925) ملاكم من الولايات المتحدة الأمريكية.
- 12 ديسمبر – براد دكستر (مواليد 1917) ممثل أمريكي.
- 20 ديسمبر – جروت ريبر (مواليد 1911) عالم فلك أمريكي.
- 23 ديسمبر – جون هنري كيل (مواليد 1919) سياسي أمريكي.
- 24 ديسمبر – ريتشي ريغان (مواليد 1930)
- 25 ديسمبر – غابرييل ألموند (مواليد 1911)
- 27 ديسمبر – جورج هيل (مواليد 1921) مخرج أفلام أمريكي.